# Akai Naomasa
Akai Naomasa (赤井 直正?; 1529 – 8 aprile 1578) è stato un samurai giapponese del periodo Sengoku appartenente al clan Akai della provincia di Tamba, noto anche come il diavolo rosso della provincia di Tamba.

## Biografia
Naomasa era il terzo figlio di Akai Tokiie, capo del clan Akai. Poiché era il terzo figlio, Naomasa fu inviato al clan Ogino come figlio adottivo. Nel 1554 Naomasa uccise il suo patrigno e conquistò la posizione di leader del clan Ogino, probabilmente con l'approvazione del clan Akai e dei suoi servitori. Dopo questo 'colpo di stato', Naomasa fu soprannominato Akuemon (il Vice). Più tardi nel 1557, Akai Iekiyo (? - 1557), suo fratello e leader del clan Akai, morì in battaglia contro Matsunaga Nagayori. Naomasa sostenne Akai Tadaie (1549-1605), il suo nipote che divenne prossimo capo, ma fu Naomasa che divenne sostanziale capo del clan Akai.
Naomasa, che guidava il clan Akai, combatté aggressivamente con i clan vicini ed espanse i territori del clan. Mentre il sud della provincia era governato da un suo parente del clan Hatano al castello di Yagami e da un loro parente del clan Bessho al castello di Miki, Naomasa cercò di avanzare verso nord e nord-ovest.
Nel 1558 Naomasa distrusse il clan Araki e catturò parte sud dell'attuale città di Fukuchiyama. Più tardi nel 1565, Matsunaga Nagayori tentò di sopprimere la ribellione dei signori locali e pose sotto assedio Hideharu Hatano, capo del clan Hatano al castello Yagami, ma Hidedeharu e Naomasa resistettero in modo collaborativo a questo attacco, e alla fine uccisero Nagayori in battaglia .
A causa di tale risultato, Naomasa divenne il più forte signore della provincia di Tamba e ampliò il suo territorio nella metà occidentale della provincia di Tamba. Naomasa era temuto come il "diavolo rosso della provincia di Tamba", e anche se la ragione è sconosciuta, viene citata dallo Kōyō Gunkan, il racconto militare del clan Takeda nella provincia di Kai. Naomasa ampliò il castello di Kuroi in un'enorme fortezza che copriva l'intera montagna di Shiroyama.
Quando il clan Akai viveva il suo periodo di maggior prestigio, una grande potenza si avvicinò da est. Nel 1568 Oda Nobunaga marciò verso la città di Kyoto e sconfisse i generali rimanenti del clan Miyoshi e divenne il dominatore dell'area centrale del Giappone. All'inizio Nobunaga dovette assicurarsi il suo nuovo territorio e i signori locali della provincia di Tamba opposti al clan Miyoshi, inclusi i clan Hatano e Akai che si sottomisero a Nobunaga.
Nel 1570 Naomasa respinse l'attacco del clan Yamana, governatore della provincia di Tajima, e invase la loro provincia conquistando il castello di Takeda famoso come il "castello nel cielo" e il castello di Konosumiyama. Anche il clan Yamana era servitore di Nobunaga e quest'ultimo si preoccupò per l'espansione del clan Akai. Inoltre nel 1575 Nobunaga a Nagashino sconfisse definitivamente il clan Takeda e poté quindi spostarsi su altri fronti.
Nel 1575 Nobunaga ordinò al suo fidato generale Akechi Mitsuhide di avanzare nella provincia di Tamba. All'inizio il clan Hatano sostenne Mitsuhide che poté facilmente avvicinarsi al castello di Kuroi. Naomasa abbandonò il castello di Takeda e il castello di Konosumiyama, tornò al castello di Kuroi e preparò la battaglia contro gli Oda. In inverno i nemici circondarono il castello di Kuroi e l'assedio continuò per due mesi.
Ma all'inizio della primavera del 1576, Hidehasu improvvisamente tradì Mitsuhide e attaccò il suo esercito aggirandolo da dietro. Essendo confinato in uno stretto bacino con neve profonda e con le linee di rifornimento tagliate, l'esercito degli Akechi crollò e Mitsuhide scappò a malapena ritornando alla sua base principale, il castello di Sakamoto. Si dice che Naomasa e Hidemaru concordarono in anticipo le loro mosse. Ad ogni modo, il tentativo di Mitsuhide si concluse con un fallimento totale e la fama di Naomasa aumentò ulteriormente.
Tuttavia Mitsuhide si riprese e continuò la sua azione per la conquista della provincia. L'anno successivo, dopo l'assedio del castello di Shigisan, Mitsuhide reinvase la provincia. Questa volta decise di procedere gradualmente, catturò la provincia sul versante di Kyoto e occupò la zona di Kameoka utilizzandola come base. Assicurando il retro del suo esercito, attaccò il castello di Yagami dal marzo 1578 l'assedio e continuò per un anno.
Questa volta Mitsuhide costruì il castello di Kanayama tra il castello di Yagami e quello di Kuroi, per chiudere la comunicazione tra il clan Hatano e il clan Akai. Inoltre, sfortunatamente, Naomasa morì di malattia in un momento così importante, e l'alleanza anti Oda dei signori locali perse il suo nucleo e crollò. Il castello di Yagami cadde definitivamente nel giugno 1579 e il clan Hatano fu estinto.
L'esercito di Akechi attaccò di nuovo il castello di Kuroi in agosto, e questa volta il castello di Kuroi fu isolato, quindi Tadaie fuggì dal castello. Dopo la caduta del castello di Kuroi, Mitsuhide soggiogò altri piccoli signori locali e infine conquistò l'intera provincia di Tamba entro la fine dell'anno.
Il clan Akai cessò di esistere e suo figlio Naoyoshi (赤井直義?; 1570-1653) divenne successivamente servitore del clan Tōdō.